# Ричардс, Фрэнсис
Фрэнсис Невилл Ричардс (англ. Sir Francis Neville Richards; род. 1945) — британский дипломат, директор Центра правительственной связи с 1998 по 2003 годы, губернатор Гибралтара с 2003 по 2006 годы.

## Биография
Сын Брукса Ричардса, служившего в Гибралтаре во время Второй мировой войны, а в 1970-е годы отвечавшего за разведку в администрации премьер-министра Великобритании. Учился в Итоне и Королевском колледже Кембриджа. После присвоения офицерского звания поступил на службу в Royal Green Jackets. В составе миротворческих сил находился на Кипре.
После автомобильной аварии был комиссован и продолжил карьеру на дипломатической службе. Работал в Нью-Дели и Намибии, сменил несколько руководящих постов в Форин-офисе. В июне 1990 года стал первым верховным комиссаром (главой дипломатической миссии) Великобритании в Намибии.

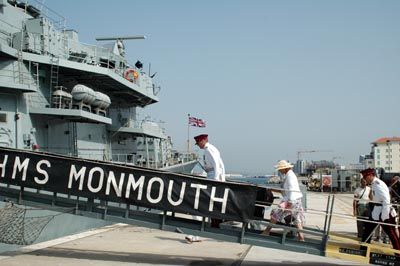
Фрэнсис Ричардс покидает Гибралтар на борту HMS Monmouth

В 1998 году возглавил Центр правительственной связи в Челтнеме. В 2003 году назначен губернатором Гибралтара, в 2006 передал полномочия Роберту Фултону. С декабря 2011 года является директором Имперского военного музея.
Женат, имеет двух детей.